# Выборы в Верховный Совет СССР (1954)
Выборы в Верховный Совет СССР IV-го созыва прошли 14 марта 1954 года.

## Избирательное право
Согласно действующему на тот момент избирательному праву, все кандидаты должны были быть выдвинуты от КПСС, либо от общественных организаций. Однако так или иначе, все общественные организации контролировались партией, а равно подчинялись закону о деятельности общественных организациях от 1931 года, постановляющий наличие в оных партийного правления, а КПСС так и оставалась единственной легальной партией в стране.
Теоретически, избиратели могли проголосовать против КПСС, однако для этого потребовалось бы испортить бюллетень, так-как даже пустой бланк признавался как голос за правящую партию. Единственным шансом для непризнания выборов, а равно и протеста против правления партии — явка ниже 50 %, что признавала бы выборы недействительными.
По данным ЦИК СССР против было 28722 бюллетеня.

## Кандидаты на выборы
Значительная часть депутатов на данных выборах являлись членами КПСС, а оставшиеся — ВЛКСМ, что лишь создавало иллюзию наличия независимых кандидатов на выборах.

## Результаты

### Совет Союза
|                             |                                          |             |        |               |  |  |  |
| Партия                      | Партия                                   | Голосов     | %      | Мест получено |  |  |  |
|                             | Коммунистическая партия Советского Союза | 120 479 249 | 99,79  | 565           |  |  |  |
|                             | Беспартийные                             | 120 479 249 | 99,79  | 143           |  |  |  |
| Против всех                 | Против всех                              | 247 897     | 0,21   |               |  |  |  |
| Всего                       | Всего                                    | 120 727 146 | 100,00 | 708           |  |  |  |
|                             |                                          |             |        |               |  |  |  |
| Действительных бюллетеней   | Действительных бюллетеней                | 120 727 146 | 100,00 |               |  |  |  |
| Недействительных бюллетеней | Недействительных бюллетеней              | 680         | 0,00   |               |  |  |  |
| Всего бюллетеней            | Всего бюллетеней                         | 120 727 826 | 100,00 |               |  |  |  |
| Явка избирателей            | Явка избирателей                         | 120 750 816 | 99,98  |               |  |  |  |

### Совет национальностей
|                             |                                          |             |        |               |  |  |  |
| Партия                      | Партия                                   | Голосов     | %      | Мест получено |  |  |  |
|                             | Коммунистическая партия Советского Союза | 120 539 860 | 99,84  | 485           |  |  |  |
|                             | Беспартийные                             | 120 539 860 | 99,84  | 154           |  |  |  |
| Против всех                 | Против всех                              | 363 736     | 0,27   |               |  |  |  |
| Всего                       | Всего                                    | 120 727 217 | 100,00 | 639           |  |  |  |
|                             |                                          |             |        |               |  |  |  |
| Действительных бюллетеней   | Действительных бюллетеней                | 120 727 217 | 100,00 |               |  |  |  |
| Недействительных бюллетеней | Недействительных бюллетеней              | 609         | 0,00   |               |  |  |  |
| Всего бюллетеней            | Всего бюллетеней                         | 120 727 826 | 100,00 |               |  |  |  |
| Явка избирателей            | Явка избирателей                         | 120 750 816 | 99,98  |               |  |  |  |

## Интересные факты
В связи с проведением в марте 1950 года выборов в Верховный совет РСФСР местные выборы, изначально планировавшихся на март 1950 года были перенесены на осень 1950 года